# Piazza Pietro Ottinetti
La piazza Pietro Ottinetti est une place dans le centre historique d'Ivrée, au Piémont en Italie.

## Histoire
La place correspond à la cour intérieure de l’ancien monastère des Clarisses d’Ivrée. Suite à l’arrivée de ces dernières en ville au XIVe siècle, la croissance de l’institution nécessite un agrandissement progressif des locaux du monastère, réalisé en incorporant et en réaménageant des bâtiments adjacents. Avec la Révolution française et la domination napoléonienne, les ordres religieux sont supprimés, et le complexe devient une propriété publique, réaffectée en caserne, fonction qu’il conserve également après 1814.
La place est créée en 1844 avec la démolition de l’église Santa Clara et de la partie sud de l’ancien monastère, ouvrant ainsi la cour intérieure. Les travaux ont pour but précis de créer un espace pour accueillir le marché des céréales, les arcades pouvant servir d’abri pour les grains en cas de mauvais temps,.
La nouvelle place, dédiée initialement à Charles-Albert, est renommée en 1945 en l’honneur du partisan Piero Ottinetti.
La caserne est finalement démantelée après la Seconde Guerre mondiale et, dans les années 1960, les locaux donnant sur la place sont affectés par la commune à des services publics.

## Description
La place, qui est la plus grande d’Ivrée, s’étend sur une superficie de 2 200 m2 et s’ouvre sur le côté nord de la via Palestro, la rue principale du centre historique d’Ivrée.
Les bâtiments autour de la place abritent le musée Garda et la bibliothèque municipale d’Ivrea.